# Paulus Pontius
Paulus Pontius eller Paulus du Pont, född i maj 1603 i Antwerpen, död där den 16 januari 1658, var en flamländsk kopparstickare.
Pontius var en av de ledande grafikerna i kretsen kring Rubens och hade en stor teknisk skicklighet. Förutom en mängd blad efter kompositioner och porträtt av Rubens stack Pontius under senare år en rad motiv efter porträtt av Anthonis van Dyck, bland annat ett berömt porträtt av Gustav II Adolf.

## Verk

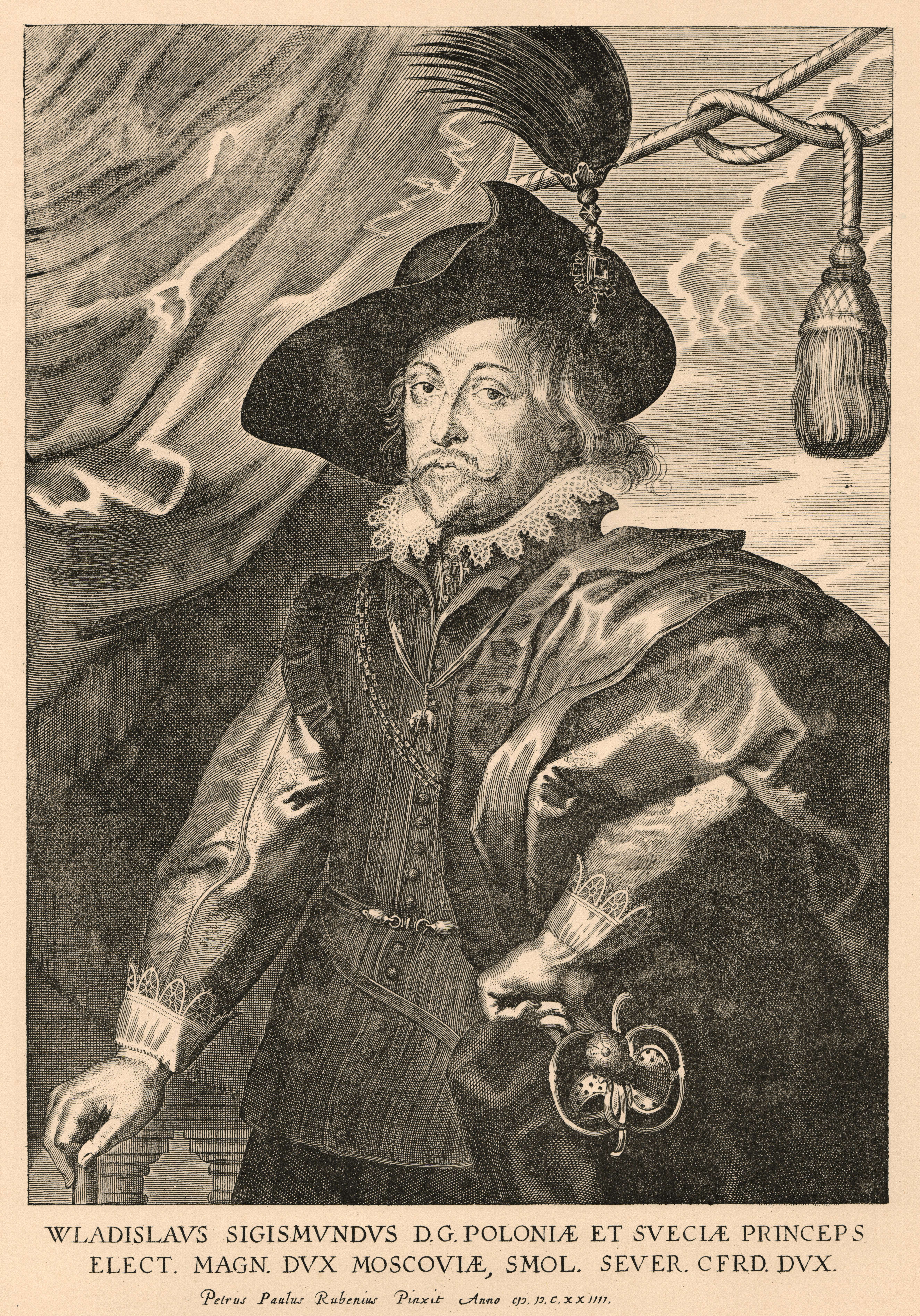
Vladislav IV efter målning av Rubens